# Maghrib (islam)

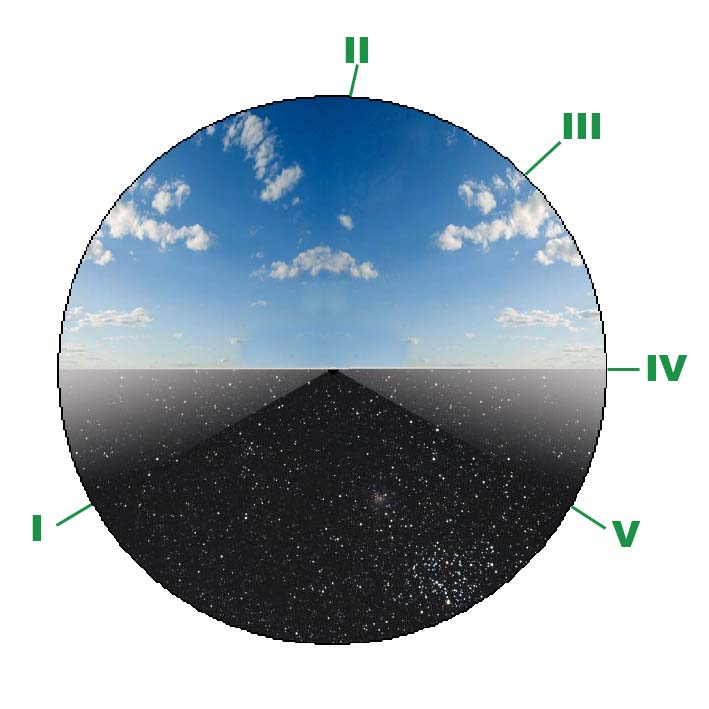
De vijf tijden van de salat ten opzichte van de dag en nacht, maghrib is aangegeven met IV

Maghrib (Arabisch:مغرب plaats van ondergang van de zon) is binnen de islam het avondgebed dat onderdeel is van de vijfmaaldaagse salat en daarmee onderdeel van de Vijf zuilen van de islam. Het wordt als eerste op een dag verricht.
De Arabische naam van Marokko en omliggende landen is eveneens Maghrib; de plaats waar voor de islamitische wereld de zon ondergaat. De stam غرب heeft vooral betrekking op ondergaan van de zon en woorden geënt op west.
Maghrib bestaat uit drie verplichte ra’kaat. De leider van de salat, imam genoemd, reciteert hardop. Na de verplichte ra’kaat kan een moslim twee extra soennah ra’kaat verrichten.
Maghrib is ook het moment waarop gedurende de maand ramadan het vasten gebroken kan worden.
De madhhabs zijn niet eensgezind over de laatste tijd waarop met dit gebed nog mag worden aangevangen. Volgens de malikieten en de sjafieten eindigt die tijd, nadat normaliter iemand de woedoe en de salat kan verrichten. Volgens de malikieten volgt dan de tijd waarin degene nog de salat kan verrichten die verhinderd was. Diegene kan maghrib verrichten tot de eerstvolgende fajr. De andere drie madhhabs daarentegen laten die laatste tijd minimaal voor de isha eindigen.